# スミス&ウェッソン・ボディーガード380
スミス&ウェッソン・ボディーガード380(Smith & Wesson Bodyguard 380)は、アメリカ合衆国の銃器メーカースミス&ウェッソンが開発した.380ACP弾用小型自動拳銃である。

## 設計
フレームはポリマー製で、銃身、スライド、内部部品は鉄製である。トリガーはダブルアクション機構。 初期の製品には、リコイルスプリングガイド内蔵型レーザーサイトが付いていた。ただし、近年のM＆Pブランドの製品ではレーザーサイトが装備されていないものとCrimsonTrace製のレーザーが装着されたものがある。
前述の内蔵型レーザーサイトや安全装置、スライドリリースがついたフレームなど、一般的なピストルに見られるさまざまな機能が組み込まれているため、ボディーガード380と同等サイズ、口径の他の拳銃に比べて高価格である。 ただし、これらの機能を省いた新しいM＆Pモデルは価格が抑えられている。
また一般的なオートマチックピストルと異なりハンマーがスライドに内蔵されているので、シングルアクションで撃つことはできず、ダブルアクションでのみ発射可能である。

## M＆Pボディガード
2014年スミス&ウェッソンは、従来のボディーガード380に代わるM＆Pボディーガード380を発表した。M＆Pモデルは従来モデルと機能的に同じであるが、現在はS&W M&Pシリーズの一部として扱われる。
初代M＆Pモデルは従来モデルの内蔵型レーザーサイトを取り除くとともに、より握りやすいグリップデザインを導入するなど意匠を他のM＆Pモデルに揃えている。
二代目では内蔵型レーザーが再導入されたが、Crimson Trace製のレーザーを装備する仕様に変更され、レーザーボタンは灰色から赤色になった。グリップとスライドのデザインは初代M＆Pモデルのものを踏襲している。他のM＆Pピストルとは異なり、M＆Pボディーガードはハンマーがスライドに内蔵されている、伝統的なダブルアクションのみのピストルである。これはボディーガード380が自己防衛、隠し持ち運び、または法執行機関の「予備の」拳銃を意図して設計されているからであり、一部のモデルには手動の安全装置が付いている。